# Rađevo Selo
Rađevo Selo je vesnice v opštině Valjevo na západě Srbska.

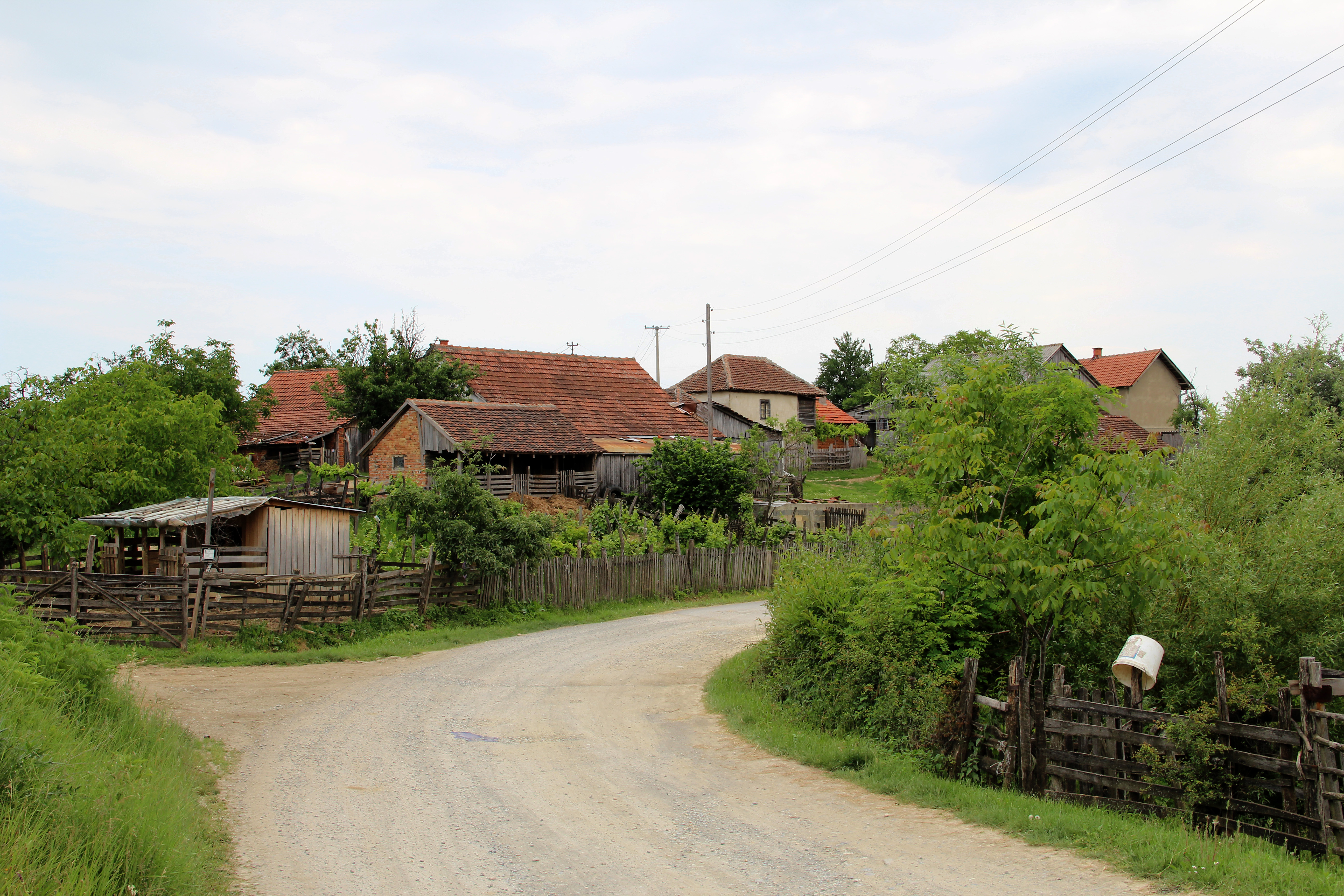
Radjevo Selo – panorama
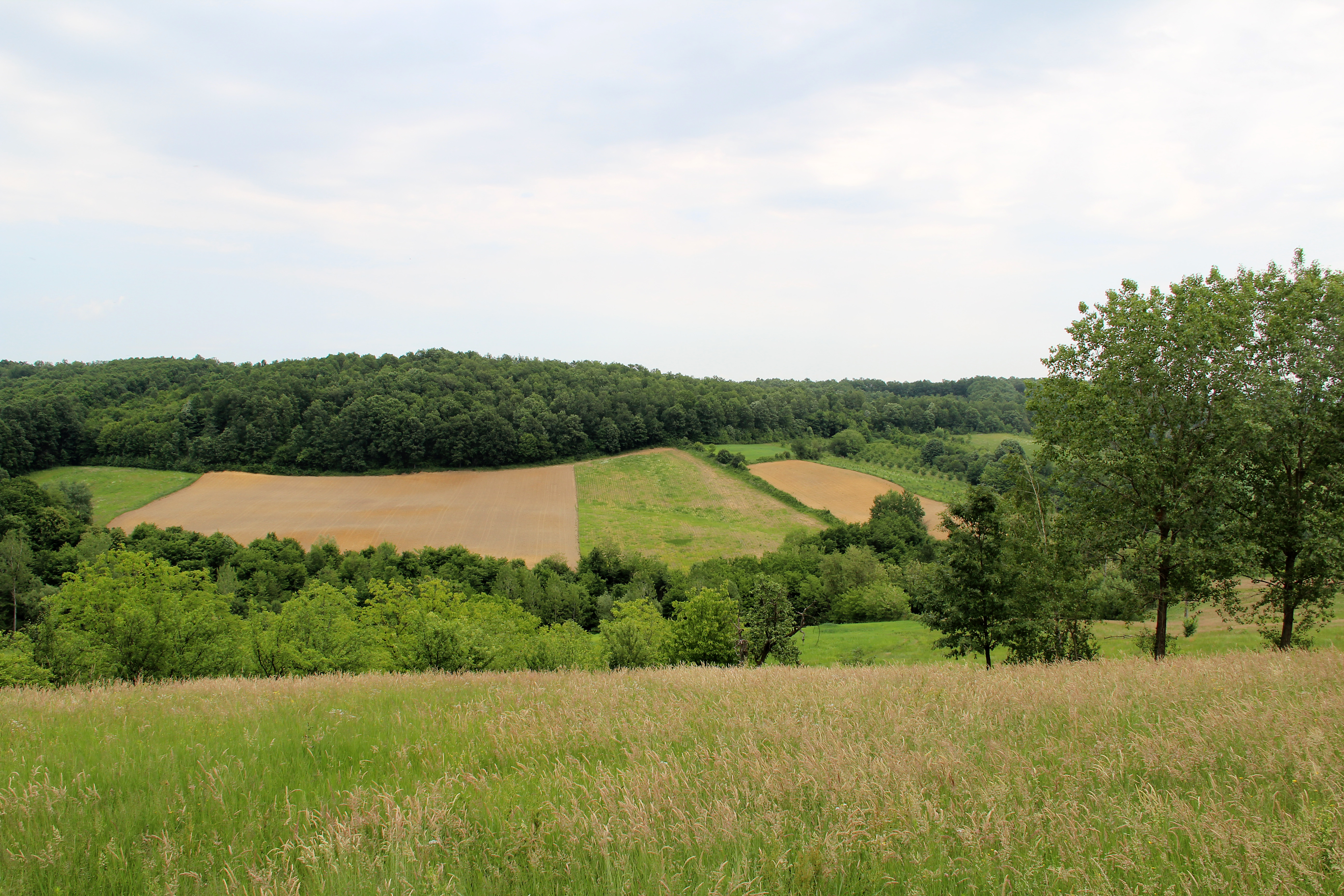
Radjevo Selo – panorama
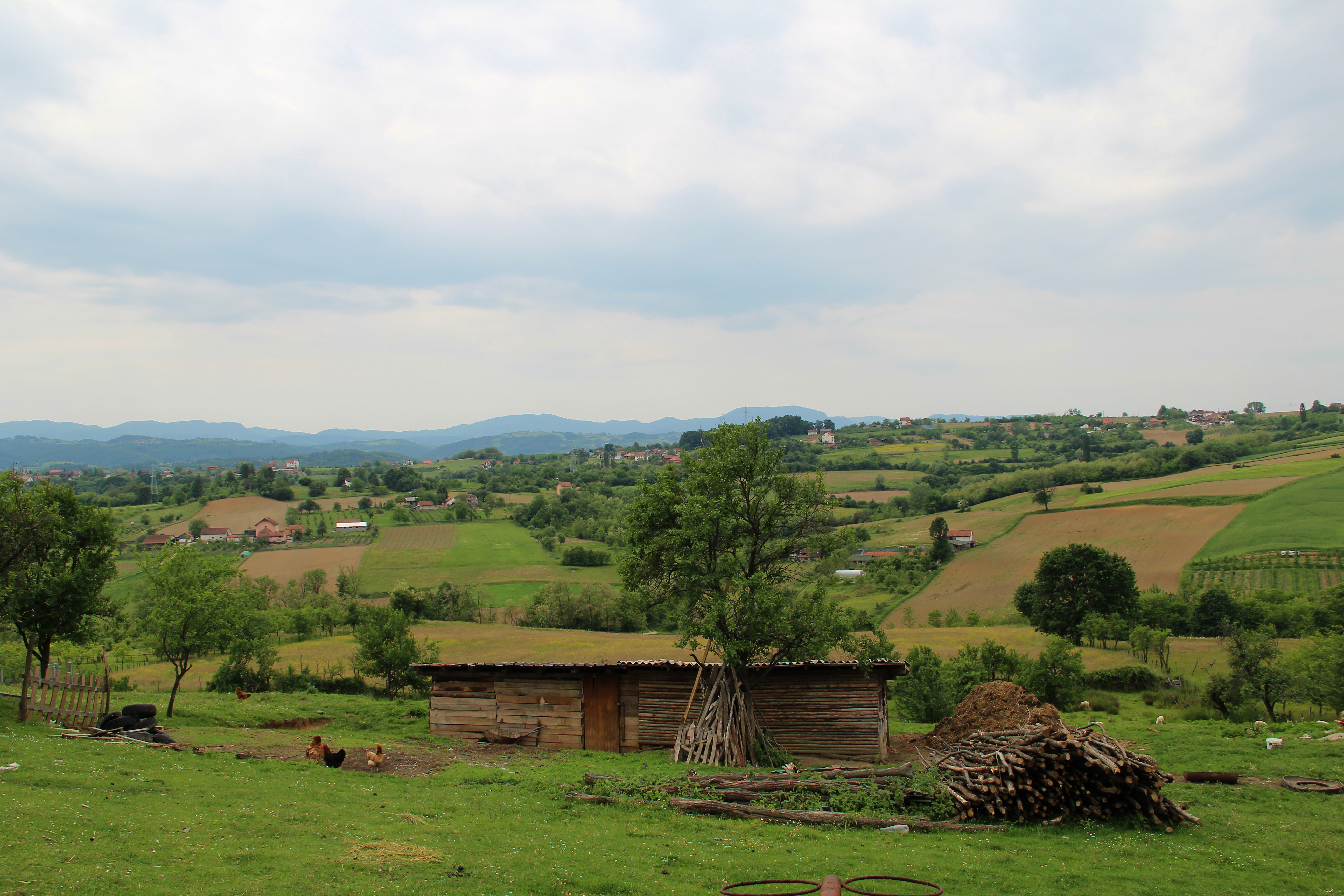
Radjevo Selo – panorama
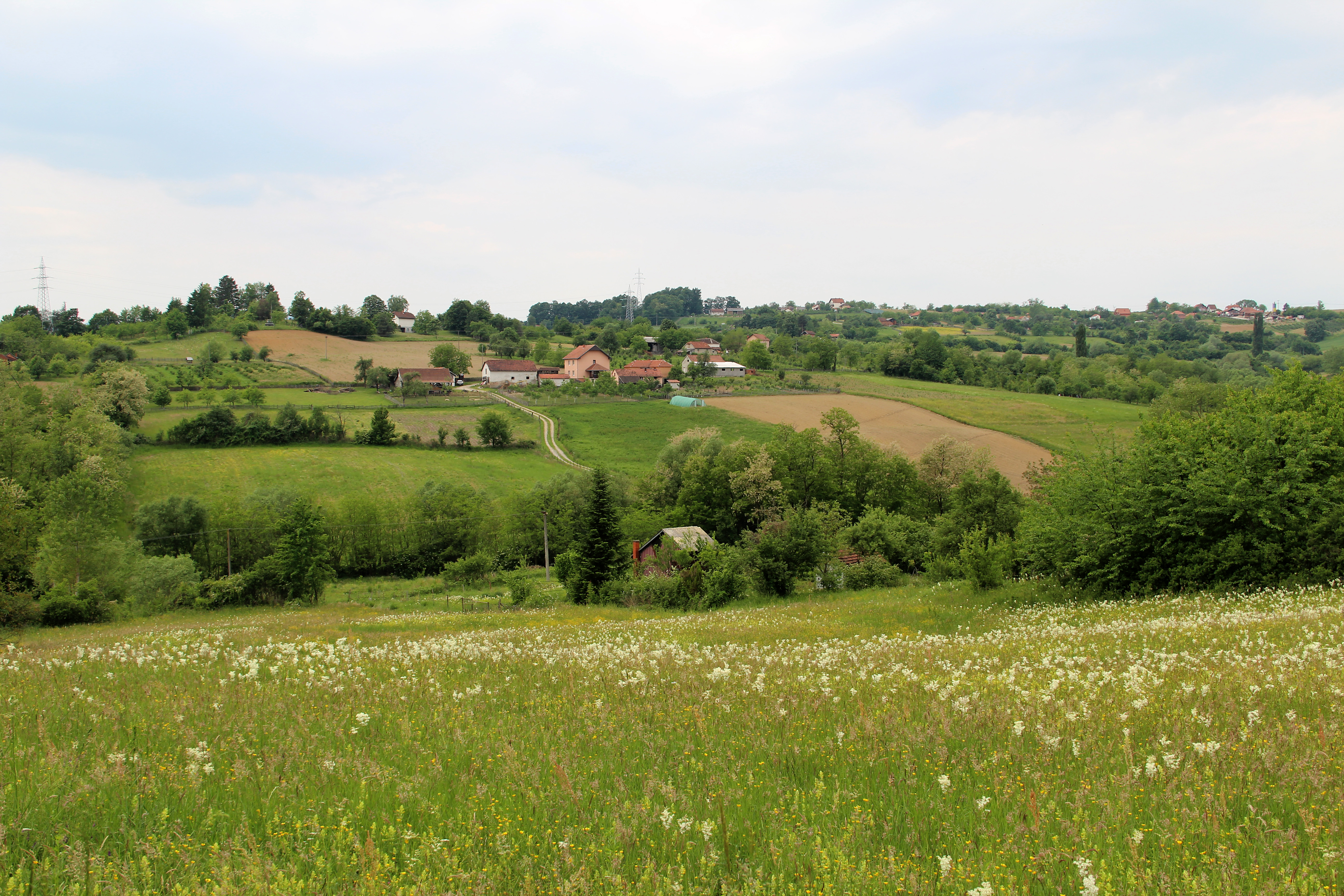
Radjevo Selo – panorama
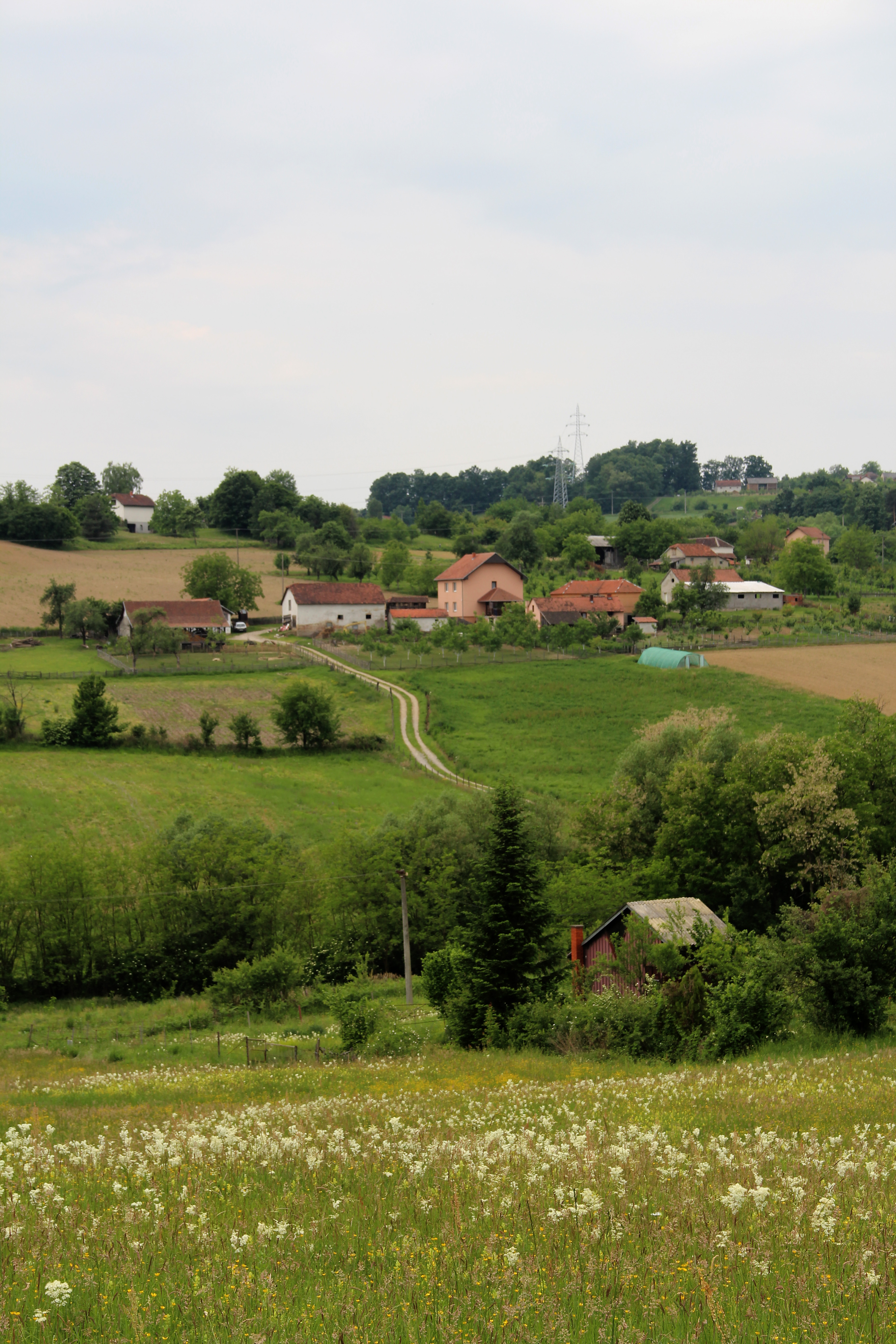
Radjevo Selo – panorama
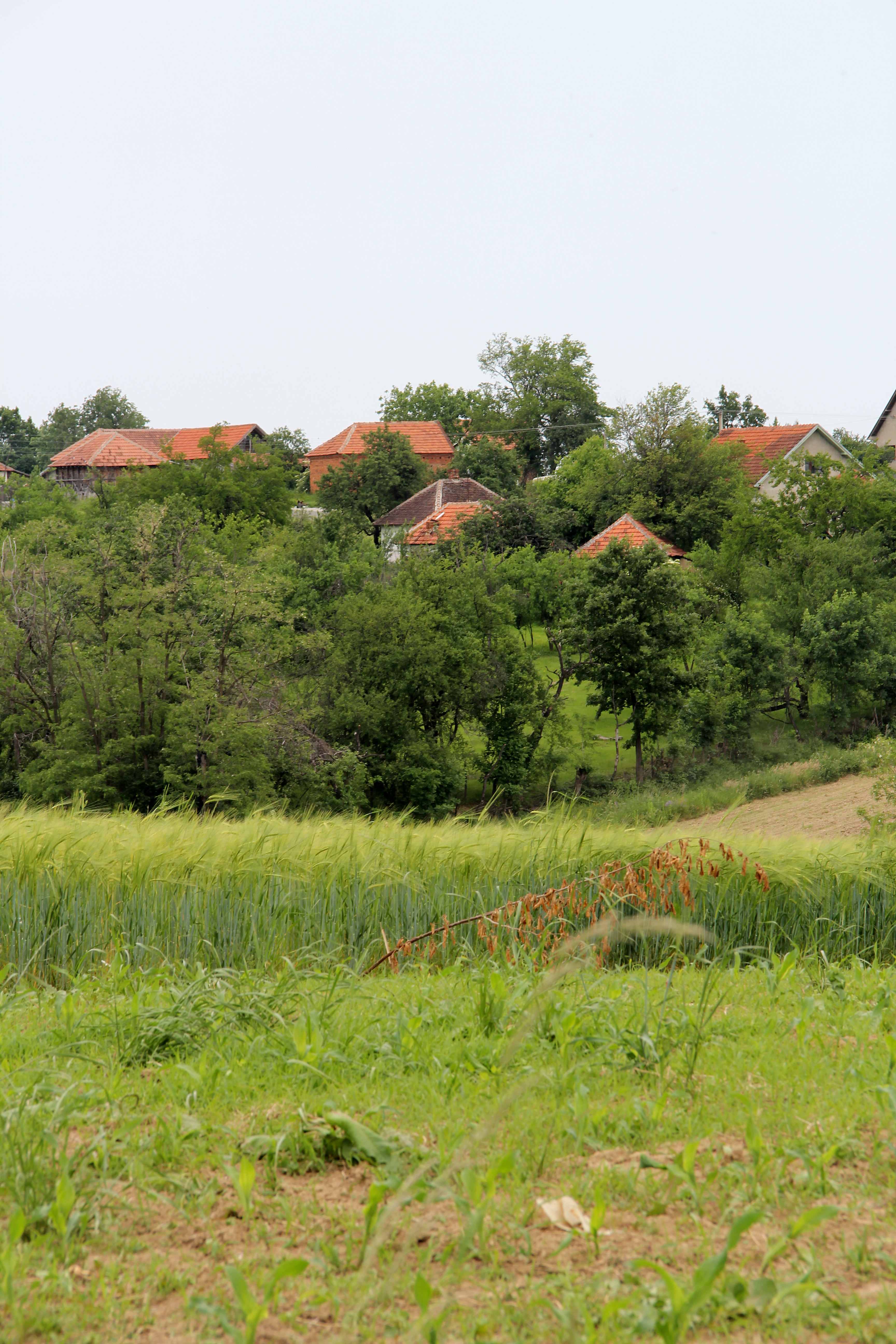
Radjevo Selo – panorama
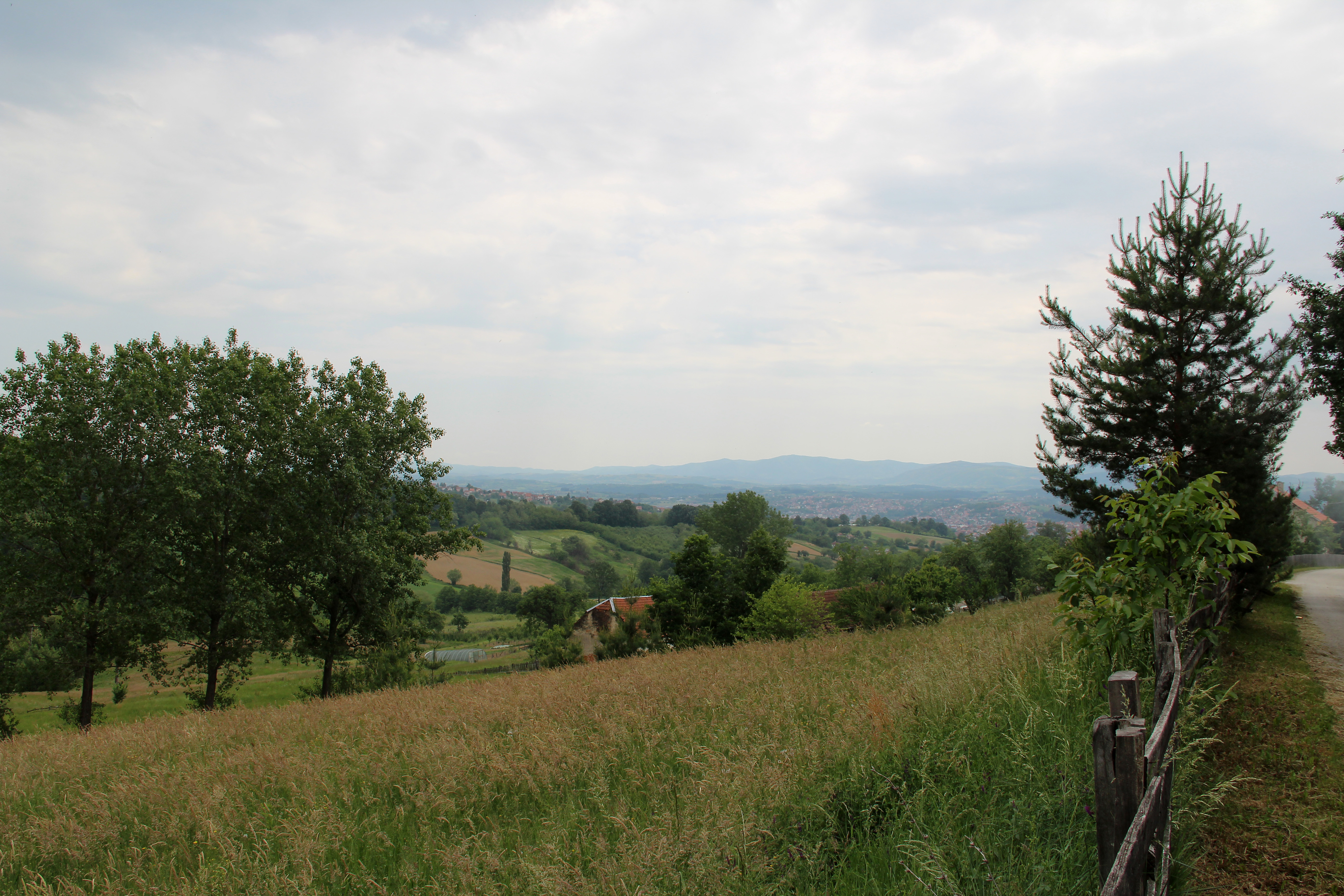
Radjevo Selo – panorama